# Airey Neave
Airey Neave, född 23 januari 1916 i Knightsbridge, London, död 30 mars 1979 i London, var en brittisk politiker för Conservative Party.
Neave avlade juridisk examen vid Oxford. Han deltog i andra världskriget och sårades i samband med försvaret av Calais i maj 1940. Efter nära två år i tysk krigsfångenskap lyckades han rymma. Han förärades flera utmärkelser, bland annat Military Cross och den franska utmärkelsen Croix de Guerre.
Neave tjänstgjorde som åklagarbiträde vid Nürnbergprocessen 1945–1946 och träffade och samtalade med samtliga åtalade. Detta skildrar han i boken Nuremberg (1978; svensk översättning: Dömda i Nürnberg, 1980).
År 1953 invaldes Neave i det brittiska parlamentet. I det konservativa skuggkabinettet före Margaret Thatchers regeringsbildning i maj 1979 var han oppositionens talesman i frågor beträffande Nordirland. Neave dödades den 30 mars 1979 av en bilbomb, när hans bil sprängdes vid uppfarten från parlamentsbyggnadens garage. INLA, en avläggare av IRA, tog på sig ansvaret för dådet.